# Martian Negrea
Martian Negrea (født 29. januar 1893 i Valea Viilor, død 13. juli 1973 i Bukarest, Rumænien) var en rumænsk komponist, dirigent og lærer.
Negrea studerede i på Musikkonservatoriet i Sibiu, for derefter at studere i Wien hos Franz Schmidt. Han har skrevet en symfoni, orkesterværker, kammermusik, operaer, vokalværker, filmmusik, klaverstykker etc.
Negrea var påvirket af den tyske romantiske stil, som gav sig til udtryk i hans kompositioner gennem tiden. Da han vendte tilbage fra Østrig, underviste han på Musikkonservatoriet i Cluj (1921-1941), og på Musikkonservatoriet i Bukarest (1941-1963) i komposition, teori og kontrapunkt.

## Udvalgte Værker
- Forårs Symfoni" (1956) - for orkester
- Koncert (1963) - for Orkester
- Strygerkvartet (1949)
- Suite (1960) - for Klarinet og Klaver